# Förvaltningsområde
Förvaltningsområde är ett administrativt område, som styrs av regeringen tillsatta ämbetsmän. Län och departement är förvaltningsområden.
Termen förvaltningsområde används också i den svenska lagstiftningen om nationella minoriteter. Förvaltningsområden finns för finska, samiska och meänkieli.
Ett stift är ett kyrkligt förvaltningsområde som leds av biskopen och domkapitlet.